# Mavinhalli, Bhalki
Mavinhalli là một làng thuộc tehsil Bhalki, huyện Bidar, bang Karnataka, Ấn Độ.